# Port lotniczy Ambatomainty
Port lotniczy Ambatomainty (IATA: AMY) – port lotniczy położony w Ambatomainty, w Madagaskarze.